# Montgomery (pays de Galles)
Pour les articles homonymes, voir Montgomery.
Montgomery (en gallois : Trefaldwyn, ce qui signifie « la ville de Baudouin ») est la ville principale du comté gallois de Powys. Elle se situe au centre de la principauté, à seulement 1,6 km de la frontière avec l'Angleterre. Elle est connue pour son imposant château, le château de Montgomery, et son église paroissiale. Bénéficiant d'une charte octroyée par Henri III en 1227, la « ville nouvelle » médiévale se développa en contrebas du château. Elle s'est peu étendue et a conservé intact son plan rectangulaire d'origine, même si maintenant elle possède les caractères d'une ville de marché d'époque géorgienne. Elle doit son nom à la famille de Montgommery, d'origine normande, qui vinrent durant la conquête normande de l'Angleterre (1066-1071). Roger II de Montgommery († 1093), l'un des plus puissants barons anglo-normands, fut comte de Shrewsbury et contrôla la région galloise autour de Montgomery.